# GNU IceCat
GNU IceCat (em português:  Gato do Gelo), antigo GNU IceWeasel, é um navegador livre, distribuído pelo projeto GNU. Ele é uma bifurcação do Mozilla Firefox. Ele é compatível com ambos sistemas operativos GNU/Linux e Mac OS X (10.4 e 10.5).
O projeto GNU almeja, com o IceCat, fornecer uma versão do navegador Mozilla Firefox sincronizada com o desenvolvimento principal do mesmo, enquanto que trabalhos artísticos e repositórios de plugins de código fechado usados nos lançamentos oficiais realizados pela Mozilla Corporation são removidos, o que é classificado como código fechado por certos defensores do software livre

## Diferenças a partir do Firefox
O IceCat é totalmente software livre, já que ele remove os trabalhos artísticos não-livres. O serviço de busca de plugins também oferece apenas opções livres. O IceCat incluí recursos adicionais de segurança, como a opção de bloquear ficheiros de imagem vazios, que resultam em cookies de terceiros, também conhecidos como web bugs  (este recurso está disponível no Mozilla Firefox 1.0, 1.5, e 3.0, mas a opção de usuário não foi adicionada no 2.0). O GNU IceCat também fornece avisos para redirecionamento de URL.
Na versão 3.0.2-g1, o certificado da CAcert.org, uma autoridade de certificação, foi adicionado à lista de certificados raiz reconhecidos. Preocupações quanto a esta decisão foram levantadas na lista de e-mail savannah-hackers-public.

## História

### Origens do nome
A Mozilla Corporation é dona do registro comercial do nome Firefox e nega o uso do nome "Firefox" em compilações não oficiais que não sigam determinadas orientações. A menos que as distribuições utilizem os ficheiros binários fornecidos pela Mozilla, elas saem das orientações, ou então possuem permissão especial, elas devem compilar a fonte do Firefox com uma opção do momento de compilação ativada, que cria binários sem a marcação oficial de Firefox e trabalhos artísticos relacionados, usando ambos trabalhos livres já contidos, ou trabalhos fornecidos no momento da compilação.
Esta política levou a um longo debate no projeto Debian em 2004 e 2005. Durante este debate, o nome "GNU Iceweasel" foi cunhado para se referir às versões remarcadas do Firefox. O primeiro uso conhecido do nome neste contexto é foi feito por Nathanael Nerode, em resposta a sugestão de Eric Dorland de "Icerabbit" (em português:  Coelho do Gelo).  Entendi como paródia a "Firefox" (em português:  Raposa do Fogo). Iceweasel (em português:  Doninha do Gelo) foi usado subsequentemente como o nome de exemplo para um Firefox remarcado na Política de Marcas Registradas da Mozilla, e se tornou a denominação mais usada para uma versão remarcada hipotética do Firefox. Em 01 de janeiro de 2005, a remarcação foi referida como a "rota GNU".
O termo "ice weasel" apareceu mais cedo em uma frase que Matt Groening atribuíra fiticiamente a Friedrich Nietzsche: "Amor é uma corrida de snowmobile através da tundra e depois, subitamente, ele vira, prendendo você embaixo. À noite, as doninhas do gelo vem."
O Debian recebeu, originalmente, permissão para usar as marcas registradas, e adotou o nome Firefox. No entanto, pelos trabalhos no Firefox possuírem licenças de direitos autorais proprietárias que não é compatível com as Orientações de Software Livre do Debian, o logotipo substituído precisou permanecer. Em 2006, a Mozilla revogou a permissão de uso do nome Firefox para o Debian devido a mudanças significativas no navegador que a Mozilla considerou fora dos limites da sua política, mudanças que o Debian considerava importantes a ponto de manter, e o Iceweasel foi revivido em seu lugar.

### Lançamentos
Em setembro de 2005, o projeto Gnuzilla adotou o nome de GNU IceWeasel para distribuir o Firefox usando trabalhos artísticos livres.
O primeiro lançamento do Gnuzilla IceWeasel foi baseado na versão 1.5.0.4 do Mozilla Firefox. Não havia nenhum lançamento baseado no Firefox 1.5.0.5 ou 1.5.0.6. A versão anterior foi a 2.0.0.13-g1, lançada em abril de 2008 (como GNU IceCat), e o ramal atual, baseado no Firefox 3, foi anunciado em 01 de julho de 2008. Os lançamentos geralmente ficam bem próximos com os do código-fonte do Mozilla Firefox.

### Alteração do nome
Em 23 de setembro de 2007, um dos desenvolvedores anunciou que o próximo lançamento seria marcado GNU IceCat. A razão dada foi a de que o Debian já estava utilizando o nome GNU Iceweasel para sua própria bifurcação remarcada do Firefox (desde 13 de novembro de 2006), e para evitar confusões relacionadas ao fato de ambas bifurcações estarem utilizando nomes idênticos, mas se desenvolvendo de forma autônoma e independente. A mudança ocorreu como previsto, e IceCat é o nome atual.

## Distribuição
O GNU IceCat está disponível como descarregamento gratuito para a plataforma x86. Binários e código-fonte estão disponíveis. A compilação atual disponível é para GNU/Linux.
O IceCat também está disponível para Mac OS X 10.4 & 10.5. Qualquer usuário Mac com estas versões do Mac OS X podem instalá-lo através do Fink.
Para o Mac, ele está disponível para ambas plataformas x86 & PowerPC.

## Licenciamento
O Gnuzilla está disponível sob o tri-licenciamento MPL/GPL/LGPL que a Mozilla usada para seu código-fonte. Diferentemente da Mozilla, os ícones padrão do IceCat estão sob o mesmo tri-licenciamento.

## Google Summer of Code 2008
Houve sugestões para o Google Summer of Code de 2008, para aprimorar o GNU IceCat.[carece de fontes?]
Estas incluíam:
- Portar o IceCar para a base de código do Firefox 3
- Suporte maior a plugins livres como Gnash
- Alterações nos recursos de privacidade

A proposta de portar o IceCat para a base de código do Firefox 3 foi aceita, sendo finalizada por Giuseppe Scrivano.